# لويس مانويل بلانكو
لويس مانويل بلانكو (بالإسبانية: Luis Manuel Blanco) هو لاعب كرة قدم ومدرب كرة قدم أرجنتيني، ولد في 13 ديسمبر 1959 في الأرجنتين. لعب مع بوكا جونيورز وتيغري وشيكاغو ستينغ ونادي خورخي ويلسترمان ونادي لانوس.

## وصلات خارجية
- الموقع الرسمي